# Балахта
Балахта́ (хак. Палыхтығ — рыбный) — городской посёлок (с 1961 по 2013 год — рабочий посёлок, до 2025 года — посёлок городского типа), административный центр Балахтинского района Красноярского края России.
Также является административным центром муниципального образования (городского поселения) «Посёлок Балахта».

## География
Расположен в месте впадения реки Балахта в реку Чулым (большой); в 124 км к востоку от железнодорожной станции Ужур (на линии Ачинск — Абакан). Расстояние от Балахты до краевого центра (города Красноярска) — 180 километров.

## История
Населённый пункт основан в 1735 году.
Первые русские поселенцы первоначально обосновались здесь в 1735 году, но несколько выше по течению Чулыма. Древним населением Балахты являются тюркоязычные народности. Топоним Балахта — тюркского происхождения, видоизменённое под русское произношение «балыкты», что обозначает «много рыбы». Посёлок находится на месте исконных тюркских улусов.
В 1924 году несколько соседних селений объединили в одно, тогда же Балахта стала районным центром.
Статус посёлка городского типа — с 1961 года.

## Население
| 1939  | 1959  | 1970  | 1979  | 1989  | 2002  | 2009  |
| ----- | ----- | ----- | ----- | ----- | ----- | ----- |
| 4364  | ↘4248 | ↗7151 | ↗7427 | ↗7793 | ↗7843 | ↘7316 |
| 2010  | 2012  | 2013  | 2014  | 2015  | 2016  | 2017  |
| ↗7410 | ↘7224 | ↘7057 | ↘6866 | ↘6699 | ↘6595 | ↘6490 |
| 2018  | 2019  | 2020  | 2021  |       |       |       |
| ↘6457 | ↘6414 | ↗6458 | ↗6998 |       |       |       |

## Инфраструктура
Крестьянские и фермерские хозяйства, предприятия автомобильного транспорта, лесного хозяйства, машинно-мелиоративная станция.

## Известные жители
Скакунов Александр Николаевич (07.04.1948, с. Чёрное озеро — 04.05.2022) — директор школы № 1.
Лопух, Георгий Михайлович (1929, с. Балахта — 1999, Озёрск) — инженер-электромеханик, лауреат Государственной премии СССР (1982).
Богатко́в, Бори́с Андре́евич (3 октября 1922, Балахта, Енисейская губерния — 11 августа 1943, Шилово, Смоленская область) — русский советский поэт, участник Великой Отечественной войны.